# Scambicornus pillaii
Scambicornus pillaii is een eenoogkreeftjessoort uit de familie van de Synapticolidae. De wetenschappelijke naam van de soort is voor het eerst geldig gepubliceerd in 1983 door Stock.